# Liste der Kreisstraßen in Memmingen
Die Liste der Kreisstraßen in Memmingen ist eine Auflistung der Kreisstraßen in der bayerischen Stadt Memmingen mit deren Verlauf.

## Abkürzungen
- MM: Kreisstraße in der kreisfreien Stadt Memmingen
- MN: Kreisstraße im Landkreis Unterallgäu
- St: Staatsstraße in Bayern

## Liste
Nicht vorhandene bzw. nicht nachgewiesene Kreisstraßen werden in Kursivdruck gekennzeichnet, ebenso Straßen und Straßenabschnitte, die unabhängig vom Grund (Herabstufung zu einer Gemeindestraße oder Höherstufung) keine Kreisstraßen mehr sind.
Der Straßenverlauf wird in der Regel von Nord nach Süd und von West nach Ost angegeben.
| Nr. MM | Verlauf |
| ------ | --- |
| MM 15  | (MN 15 im Landkreis Unterallgäu) – Stadtgrenze – Münchner Straße – /St 2009                                                               |
| MM 17  | St 2009 – Augsburger Straße – Stadtgrenze – (Abzweig zur (MN 17 im Landkreis Unterallgäu)) – (MN 17 im Landkreis Unterallgäu)             |
| MM 18  | St 2009 – Riedbachstraße – Schaltwerkstraße – Stadtgrenze – (MN 18 im Landkreis Unterallgäu)                                              |
| MM 19  | /St 2031 – Grönenbacher Straße – Grönenbacher Straße – MM 20 in Memmingen-Im Dickenreis – Stadtgrenze – (MN 19 im Landkreis Unterallgäu)  |
| MM 20  | MM 19 in Memmingen-Im Dickenreis – Oberdorfstraße – Kronburger Straße – Memmingen-Kaspar – Stadtgrenze – (MN 20 im Landkreis Unterallgäu) |
| MM 26  | (MN 26 im Landkreis Unterallgäu) – Stadtgrenze – Memmingen-Waldeslust – Stadtgrenze – (MN 26 im Landkreis Unterallgäu)                    |
| MM 30  | St 2031 – MM 33 – Dr.-Karl-Lenz-Straße – St 2013                                                                                          |
| MM 33  | MM 30 – Unterer Buxheimer Weg – Stadtgrenze – (MN 33 im Landkreis Unterallgäu) – Stadtgrenze – Buxheimer Straße – MM 30                   |